# Hrabstwo Van Wert
Hrabstwo Van Wert (ang. Van Wert County) – hrabstwo w stanie Ohio w Stanach Zjednoczonych. Obszar całkowity hrabstwa obejmuje powierzchnię 410,49 mil2 (1 063,16 km²). Według danych z 2010 r. hrabstwo miało 28 744 mieszkańców. Hrabstwo powstało 12 lutego 1820 roku i nosi imię Isaaca Van Werta - członka milicji stanu Nowy Jork, który brał udział w ujęciu Johna Andréa, brytyjskiego szpiega podczas wojny o niepodległość Stanów Zjednoczonych.

## Sąsiednie hrabstwa
- Hrabstwo Paulding (północ)
- Hrabstwo Putnam (północny wschód)
- Hrabstwo Allen (wschód)
- Hrabstwo Auglaize (południowy wschód)
- Hrabstwo Mercer (południe)
- Hrabstwo Adams (Indiana) (południowy zachód)
- Hrabstwo Allen (Indiana) (północny zachód)

## Miasta
- Delphos
- Van Wert

## Wioski
- Convoy
- Elgin
- Middle Point
- Ohio City
- Venedocia
- Willshire
- Wren